# 杰克·鲁宾逊
杰克·鲁宾逊（英語：Jack Robinson，1997年12月27日—），澳大利亚男子冲浪运动员，2024年世界冲浪运动会男子团体铜牌得主、2024年夏季奥林匹克运动会男子短板银牌得主。